# 中華民國—聖多美普林西比關係
中華民國與聖多美普林西比民主共和國（通稱聖普、聖多美）於1997—2016年有官方外交關係，斷交後，目前沒有在對方首都互設具大使館功能的代表機構。對聖多美普林西比的相關事務由駐葡萄牙臺北經濟文化中心兼轄。

## 政治

### 外交

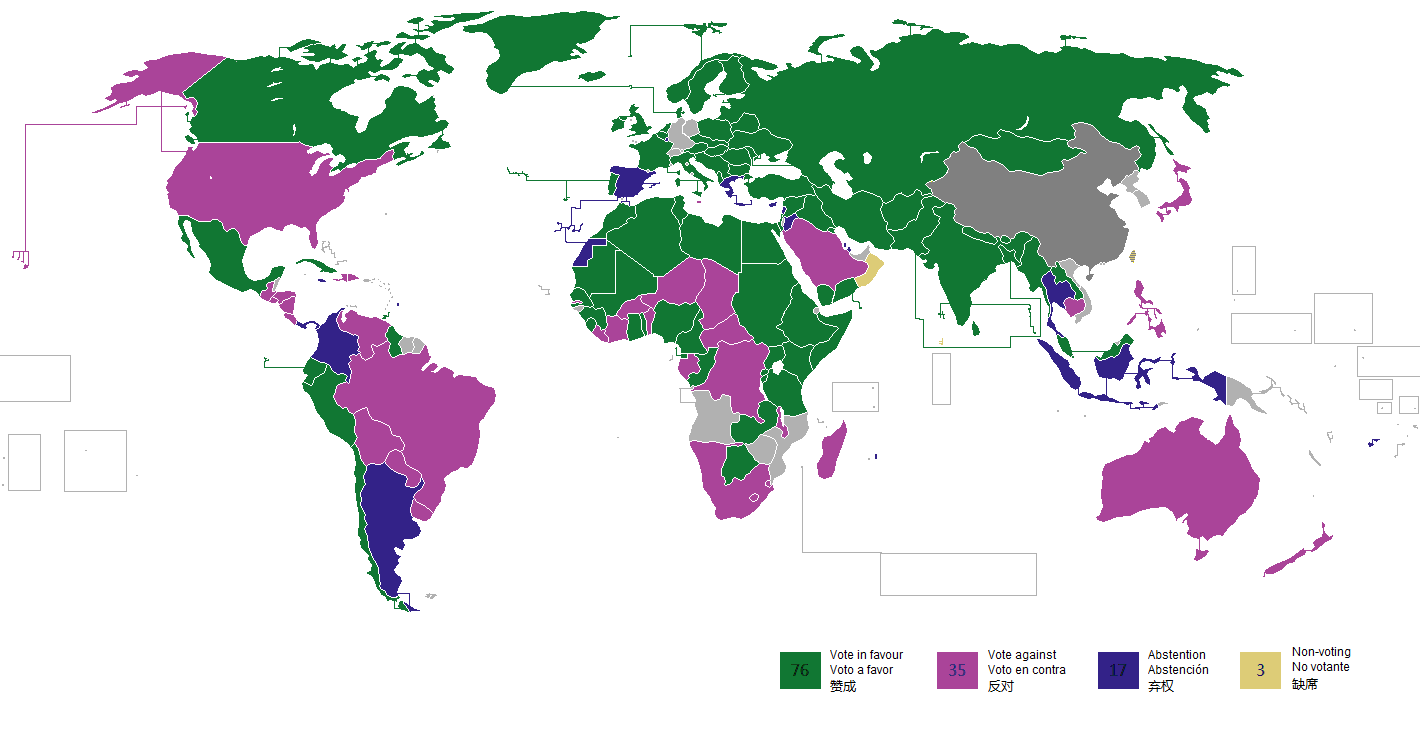
灰色國家表示非聯合國會員國，聖多美普林西比當時是葡萄牙殖民地，因此不能對中華民國續留聯合國一案參與投票，即《聯合國大會2758號決議》。

1997年5月6日，聖多美普林西比主動要求與中華民國建立外交關係，由兩國外交部長在台北簽署《建交公報》。5月24日，於首都聖多美設立中華民國駐聖多美普林西比民主共和國大使館，由駐布吉納法索大使兼任。7月11日，中華人民共和國與聖多美普林西比斷交。1998年10月，中華民國派駐專任大使。
1999年12月，聖多美普林西比派駐大使。2000年3月，於首都台北設立聖多美普林西比民主共和國駐中華民國大使館。
2016年12月21日，聖多美和普林西比與中華民國斷交。中華人民共和國外交部表示讚賞，並歡迎聖普回到「一個中國」原則的正確道路。同日，中華民國外交部也宣布與聖普斷交。22日，駐聖普大使館舉行降旗儀式。26日，中華人民共和國與聖普恢復外交關係。
斷交前的2016年3月，中華民國外交部亞西及非洲司長陳俊賢在立法院備詢時已透露警訊，表示聖多美普林西比可能是「黃燈」，正「注意當中」。斷交當日，外交部長李大維召開記者會證實聖多美普林西比曾要求金援，且這數字是天文數字（2億美元），因中華民國政府認為不能再走金錢外交而拒絕。

#### 支持中華民國參與國際組織
兩國在邦交期間，聖多美普林西比曾多次支持中華民國參與國際組織。
1998年7月，聖普與其他14個中華民國的邦交國連署提案，要求联合国大会將「基於國際情勢之變遷以及中國分治之事實，應重新檢討聯大第二七五八（貳拾陸）號決議」案列入議程。9月，在大會的總辯論中發言支持；2001年11月，聖普在聯合國大會的總辯論中發言支持中華民國的邦交國提案，要求聯合國大會將「有必要審視在台灣之中華民國所處特殊國際處境，俾確保其兩千三百萬人民參與聯合國工作和活動之基本權利獲得充分尊重」案列入議程；2002、2003年8月，聖普與其他14個中華民國的邦交國連署提案，要求聯合國大會將「中華民國（台灣）在聯合國的代表權問題」案列入議程；2005年9月，圣多美和普林西比总统在第60屆聯合國大會高階全會中表示「联合国改革不應忽視本組織之普遍性質，即所有國家均應有代表權；惟對2,300萬住民而言，上揭普遍性迄未實現。」2006年8月，聖普與其他16個中華民國的邦交國連署提案，要求聯合國大會將「臺灣2300萬人民在聯合國的代表權及參與問題」案列入議程；2007年8月，聖普與其他15個中華民國的邦交國連署提案，要求聯合國大會將「促請安全理事會依據安理會議事規則第59、60條及聯合國憲章第4條，處理台灣之會員申請案」列入議程，這是首度由中華民國總統陳水扁致函聯合國秘書長潘基文以臺灣名義申請入會。9月，在大會的總辯論中發言支持台灣加入聯合國；2008年8月，聖普與其他16個中華民國的邦交國連署提案，要求聯合國大會將「需要審查中華民國（台灣）2,300萬人民有意義參與联合国专门机构活動的基本權利」案列入議程。9月，聖普總統在大會的總辯論中發言支持；2009年9月，聖普總統在大會的總辯論中發言支持中華民國有意義參與聯合國專門機構；2010年9月，聖普在大會的總辯論中，發言呼籲聯合國基於全人類福祉的考量，尋求適當方式接納台灣參與聯合國體系，尤其是國際民用航空組織（ICAO）與《聯合國氣候變遷綱要公約》（UNFCCC）；2011年9月，聖普在聯合國大會預防及控制非傳染性疾病高階全會及總辯論中，發言肯定臺灣推動有意義參與聯合國體系的訴求；2012－2015年9月，圣多美和普林西比总理或外交部長於大會的總辯論中支持中華民國有意義參與聯合國體系。
2001年4月，聖普與其他6個中華民國的邦交國提案，要求世界卫生大会（WHA）將「邀請中華民國（台灣）以观察员身份參加世界衛生大會」案列入議程；2002年4月，聖普與其他8個中華民國的邦交國提案，要求世界衛生大會將「邀請台灣以觀察員身分參加世界衛生大會」案列入議程。5月，在大會總務委員會中發言支持；2008年1月，聖普與其他3個中華民國的邦交國向世界卫生组织（WHO）執行委員會提案「要求世界衛生組織與尚未獲納入國際衛生條例2005之國家、地區及領土就國際衛生條例之執行建立直接溝通與聯繫」，並在會議中發言支持。
2009－2011年11月，聖普與其他中華民國的邦交國向《聯合國氣候變遷綱要公約》（UNFCCC）秘書處致函，支持台灣成為大會觀察員，並有意義參與。
2010年10月，聖普在國際民用航空組織（ICAO）大會中發言支持14個中華民國的邦交國以致函或發送書面聲明的方式支持台灣以觀察員身分有意義參與。

### 人員互訪（1997年至今）

#### 聖多美和普林西比
| 職稱         | 姓名                                                                  | 日期                                                                                                  | 備註                                                          |
| ------------ | --------------------------------------------------------------------- | --- | ------------------------------------------------------------- |
| 總統         | 米格爾·陀沃達 梅尼士                                                  | 1998年6月 2001年12月、2004年1月、2004年5月、2005年11月、 2006年10月、2007年9月、2008年5月、2010年10月 | [ 3 ] [ 38 ] [ 39 ] [ 40 ] [ 41 ] [ 42 ] [ 43 ] [ 44 ] [ 45 ] |
| 總統夫人     | 瑪麗·陀沃達（Maria Trovoada）                                         | 1999年5月                                                                                             | [ 46 ]                                                        |
| 總理         | 科士達 奈維斯 湯克魯 白朗哥 帕特里斯·陀沃達 賈布列                    | 2000年1月 2003年3月 2007年7月 2008年9月 2011年1月、2012年5月 2013年11月                               | [ 4 ] [ 47 ] [ 48 ] [ 49 ] [ 50 ] [ 51 ] [ 52 ]               |
| 副總理       | 馬多蕾（Maria Torres）                                                | 2006年6月                                                                                             | [ 53 ]                                                        |
| 國會議長     | 皮耶斯 狄雅士 范士華 柯史達（Jayme José da Costa） 卡瓦留 賓篤 狄歐古 | 1999年8月 2003年10月 2007年10月 2009年7月 2012年9月 2014年7月 2015年6月                               | 代議長                                                        |
| 最高法院院長 | 艾莉斯（Alice Maria R.V. Cruz de Carvalho） 雷伊帝（Silvestre Leite） | 2005年7月 2011年10月                                                                                  | 兼任憲法法院院長                                              |

僅列舉部分名單：
前總統米格爾·陀沃達、總統府秘書長鍾伯特、總統府文官長高鐸（Couto）、外交合作暨僑務部長薩瓦德拉、白朗哥、帕特里斯·陀沃達、勵達、貝格諾、卡恩佐、卡迪尼、馬亨姆、溫莉娜、國防部長梅內塞斯（Menezes）、蘇沙、內政部長柯維德、經濟部長奈維斯、克蒂雅（Cristina）、司法部長艾爾莎（Elsa）、璩維佳（Justino Veiga）、衛生部長高蒂娜（Claudina）、卡瓦流、安琪拉（Ângela）、桑朵絲（Santos）、基礎工程暨環境部長巴拉茲里斯（Prazeres）、公共工程部長白朗戈（Branco）、自然資源暨環境部長利馬（Lima）、公共工程暨自然資源部長卡諾佤、就業暨社會福利部長戴梅達、青年體育新聞暨國會事務部長聖狄亞哥（Santiago）、教育文化青年暨體育部長琺蒂碼（Fatima）、柯薇璐（Carvalho）、中央銀行總裁席薇拉、奧林匹克委員會主席江可達（Joao Costa）、普林西比省長柯約瑟。

#### 中華民國
| 職稱       | 姓名          | 日期                | 備註          |
| ---------- | ------------- | ------------------- | ------------- |
| 總統       | 陳水扁 馬英九 | 2002年6月 2014年1月 | [ 76 ] [ 77 ] |
| 司法院院長 | 賴浩敏        | 2011年8月           | [ 78 ]        |

外交部長胡志強、楊進添、外交部政務次長李大維、吳子丹、楊子葆、柯森耀、外交部常務次長林永樂。

## 經濟

### 貿易
| 年分 | 貿易總額 | 貿易總額  | 貿易總額 | 出口至聖普 | 出口至聖普 | 出口至聖普 | 自聖普進口 | 自聖普進口 | 自聖普進口 | 順逆差  |
| 年分 | 金額     | 年增減    | 排名     | 金額       | 年增減     | 排名       | 金額       | 年增減     | 排名       | 順逆差  |
| ---- | -------- | --------- | -------- | ---------- | ---------- | ---------- | ---------- | ---------- | ---------- | ------- |
| 2017 | 30,600   | ▼96.5%    | 222      | 18,956     | ▼97.4%     | 219        | 11,644     | ▼92.8%     | 214        | 順差▼   |
| 2018 | 42,654   | ▲39.4%    | 221      | 16,784     | ▼11.5%     | 218        | 25,870     | ▲122.2%    | 209        | 逆差 -- |
| 2019 | 75,242   | ▲76.4%    | 218      | 18,083     | ▲7.7%      | 222        | 57,159     | ▲120.9%    | 195        | 逆差▲   |
| 2020 | 6,530    | ▼91.3%    | 231      | --         | --         | 235        | 6,530      | ▼88.6%     | 212        | 逆差▼   |
| 2021 | 10,825   | ▲65.8%    | 229      | --         | --         | 235        | 10,825     | ▲65.8%     | 207        | 逆差▲   |
| 2022 | 35,586   | ▲228.7%   | 221      | 19,967     | --         | 219        | 15,619     | ▲44.3%     | 203        | 順差 -- |
| 2023 | 1,078    | ▼97.0%    | 237      | --         | --         | 232        | 1,078      | ▼93.1%     | 222        | 逆差 -- |
| 2024 | 22,192   | ▲1,958.6% | 226      | 21,837     | --         | 220        | 355        | ▼67.1%     | 231        | 順差 -- |

2023年的兩國貿易項目如下：
出口至聖普的項目為：無。（2022年為空氣泵或真空泵、空氣或其他氣體压缩机與风扇）
自聖普進口的項目為：控電、配電用板或櫃；瓷金製未裝配工具用之板、桿、刀尖與類似品；機動車輛所用之零件與附件；鋼鐵製螺釘、螺栓、螺帽、螺旋鈎、車用螺釘、鉚釘、橫梢、開口梢、墊圈與類似製品；特殊物品，含進口未超過5萬新臺幣之小額報單與其他零星物品等。

### 會展
兩國在邦交期間，舉行「臺聖經濟聯席會議」，至2016年已舉行第3屆。前兩屆在圣多美，第3屆在臺北。

## 交流

### 援助
1998年6月，兩國簽署《醫療合作特別協定》，中華民國每年提供醫療援款給予聖多美普林西比用於採購醫療設備及藥品、聘請當地及國外醫事人員、派遣醫事人員赴國外深造。7月，中華民國派駐醫療團。其後又派駐抗瘧疾顧問團執行「瘧疾防治計畫」，其發生率已由2003年的47%逐年降至2015年約1%；1999年1月，派駐農業技術團，並於10月簽署《農業技術合作協定》，其後推動「振興農村永續發展計畫」，改善農村社區灌溉系統，設立「農牧綜合經營示範中心」，傳授農業新觀念及知識技能，推廣種植高經濟價值蔬果；2008年增加「縮短數位落差計畫」，於聖多美普林西比國家圖書館設立「數位中心」，協助發展資訊教育。
兩國在邦交期間，對聖多美普林西比尚有多項援助計畫，例如：「養豬發展」、「糧食安全」、「農產品外銷」、「維護及興建灌溉系統」、「農牧業普查」、「農業推廣」、「資通訊技術」、「校際網路」、「擴建聖多美省醫院」等。
其他尚有協助聖多美普林西比在聖多阿馬洛興建電廠，可提供該國半數以上的電力需求、援贈交通船以改善聖多美島與普林西比島間的交通。

### 學術
2004年起，中華民國政府提供「台灣獎學金」，以促進雙邊教育交流及訓練聖多美普林西比工作階層官員；財團法人國際合作發展基金會（國合會）亦提供「高等人力獎學金」給予受獎生赴臺留學。2012年8月，派遣首批華語文、英語教師志工到該國服務。
2016年12月21日斷交時，有68位聖多美普林西比留學生在台，多數是領外交部的台灣獎學金。包含聖普總統卡瓦留子女都在台灣念書，就讀政治大學博士班的兒子在2016年上學期結束後已辦休學，女兒仍在陽明大學讀碩士。

## 協定
| 日期           | 簽署                                                               | 備註         |
| -------------- | ------------------------------------------------------------------ | ------------ |
| 1998年6月16日  | 《中華民國政府與聖多美普林西比民主共和國政府間醫療合作特別協定》   | 以下簡稱中聖 |
| 1999年6月28日  | 《中聖互免签证費協定》                                             | [ 91 ]       |
| 1999年10月22日 | 《中聖農業技術合作協定》                                           | [ 註 2 ]     |
| 2000年5月5日   | 《中華民國郵政總局與聖多美普林西比共和國郵政局間合作議定書》       |              |
| 2006年10月25日 | 《中聖禽流感疫情交換合作瞭解備忘錄》                               | [ 註 3 ]     |
| 2007年10月30日 | 《中華民國（臺灣）立法院與聖多美普林西比民主共和國國會合作議定書》 |              |
| 2010年3月17日  | 《中聖派遣志工協定》                                               |              |
| 2012年1月6日   | 《中聖核發兩國持外交、公務暨普通護照人士簽證協定第一號修正協定》   |              |
| 2015年10月16日 | 《中聖腸道寄生蟲防治計畫合作協議書》                               | [ 69 ]       |

## 簽證

持中華民國護照的中華民國國民簽證要求分布圖：入境聖多美普林西比可以電子簽證。

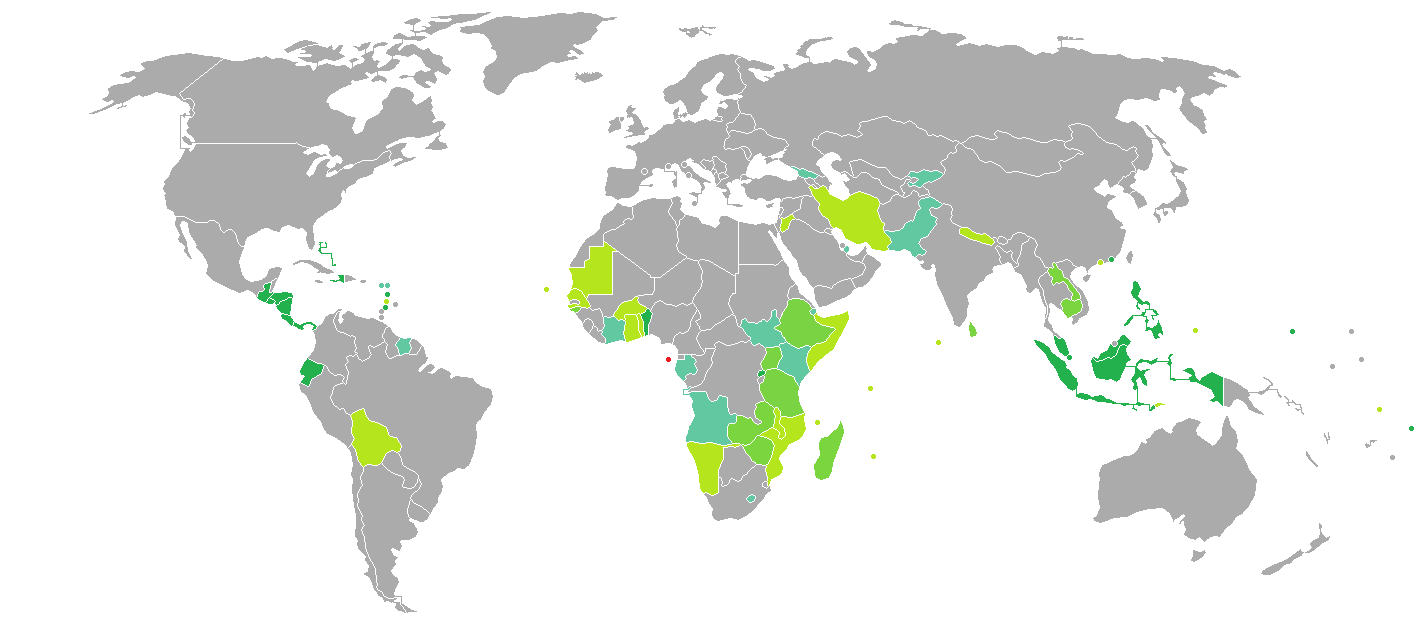
持聖多美普林西比護照的聖多美普林西比人口簽證要求分布圖：入境中華民國需要簽證。

兩國國民皆須申請簽證方可入境對方國家。持中華民國護照的中華民國國民可至聖多美普林西比移民署（Serviço de Migração e Fronteiras）網站申辦電子簽證，或至聖多美普林西比駐外機構申請一般簽證。入境宜備妥黄热病的疫苗接種證明（黃皮書）。
持聖多美普林西比護照的聖普國民抵台參加由中央政府機關主辦、協辦或贊助之國際會議、運動賽事、商展或其他活動，亦可以電子簽證入境中華民國，停留最多30天並不得延期。

## 交通

### 航空
資料截至2023年6月29日

#### 客運
兩國無直航班機，亦無中華民國→直航第三地→聖多美普林西比，需多次轉機前往。
例如：
- 臺北→巴黎→里斯本→聖多美國際機場。

### 駕車
持有中華民國國際駕駛執照或申請聖多美普林西比駕駛執照，並投保車險，可在該國駕車。

## 外部連結
- 中華民國外交部－聖多美普林西比民主共和國簡介 （页面存档备份，存于）
- 駐葡萄牙台北經濟文化中心
- 外交部領事事務局－國外旅遊警示分級表
- 中華民國衛生福利部－國際旅遊疫情建議等級
- 中華民國國際經濟合作協會 （页面存档备份，存于）